# Świadkowie Jehowy w Brazylii
Świadkowie Jehowy w Brazylii – społeczność wyznaniowa w Brazylii, należąca do ogólnoświatowej wspólnoty Świadków Jehowy, licząca w 2023 roku 907 121 głosicieli, należących do 12 637 zborów. Na dorocznej uroczystości Wieczerzy Pańskiej w 2023 roku zgromadziło się 1 819 948 osób. Działalność miejscowych głosicieli koordynuje Biuro Oddziału w Cesário Lange (około 150 kilometrów od São Paulo). Świadkowie Jehowy w Brazylii korzystają z 27 Sal Zgromadzeń. Jest to jedna z 27 wspólnot Świadków Jehowy na świecie, których liczebność przekracza 100 000 głosicieli.

## Historia

### Początki
W roku 1899 mieszkająca w São Paulo Sarah Bellona Ferguson, która jako dziecko w 1867 roku przeniosła się wraz z rodzicami ze Stanów Zjednoczonych do Brazylii, otrzymała od swojego brata Erasmusa Fultona Smitha ze Stanów Zjednoczonych kilka publikacji Towarzystwa Strażnica. Została pierwszą prenumeratorką „Strażnicy” w języku angielskim w Brazylii. Wraz z czwórką dzieci mogła zostać ochrzczona 11 marca 1924 roku. W marcu 1923 roku J. F. Rutherford wysłał do Brazylii George’a Younga, żeby utworzył Biuro Oddziału i zorganizował działalność kaznodziejską.

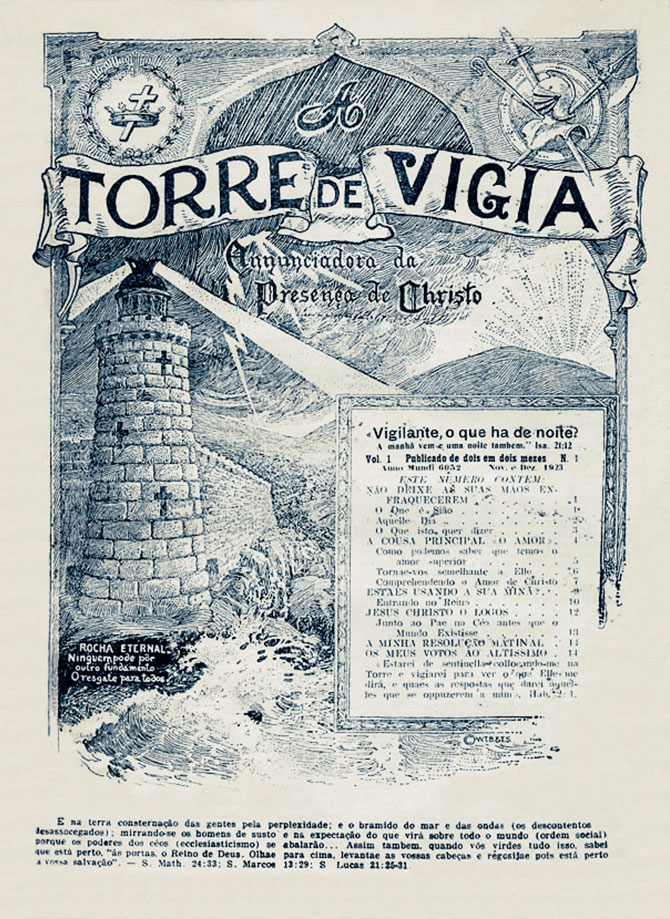
„Strażnica” w języku portugalskim wydanie brazylijskie (listopad-grudzień 1923, rok I, numer I)

W roku 1919 ośmiu młodych brazylijskich marynarzy, przebywając w Nowym Jorku zaznajomiło się z wierzeniami Badaczy Pisma Świętego. Po powrocie do kraju, 10 marca 1920 roku, utworzyli w Rio de Janeiro pierwszą grupę i rozpoczęli nieoficjalną działalność kaznodziejską. Wkrótce do Brazylii wysłano George’a Younga, który w marcu 1923 w Rio de Janeiro i później w São Paulo przedstawiał wykłady publiczne, rozpowszechniał publikacje biblijne i usługiwał jako pielgrzym. 10 października 1922 roku ochrzczono pierwszych członków wyznania. Od numeru listopad-grudzień 1923 roku zaczęto wydawać w języku portugalskim „Strażnicę”. W tym samym roku otwarto w Rio de Janeiro Biuro Oddziału Towarzystwa Strażnica, aby na miejscu tłumaczyć publikacje religijne na język portugalski. 10 sierpnia 1924 roku odbył się kolejny chrzest. W roku 1925 Young kontynuował służbę misjonarską w Argentynie, a na nadzorcę Biura Oddziału w Brazylii został wyznaczony John Rainbow. W 1926 roku z Biura Głównego Świadków Jehowy przysłano małą maszynę drukarską. W roku 1927 pierwszym głosicielem polskiego pochodzenia został Bronisław Komka (urodzony w Kraczewicach), kolejnym został m.in. Manoel Skrzek. W grudniu 1927 roku Stefan Materch pochodzący z wsi Łomia w drodze do Brazylii zapoznał się z publikacjami Towarzystwa Strażnica i głosił wśród robotników znających język polski. Ponieważ nie spotkał innych głosicieli, w czerwcu 1928 roku powrócił do Polski, gdzie pół roku później został ochrzczony.
W 1932 roku w Manaquiri w stanie Amazonas powstał zbór. Po niedługim czasie na zebrania chodziło 70 osób – był to wtedy największy zbór w Brazylii.
W latach 30. XX wieku z Europy przysłano pionierów. W roku 1936 z San Francisco w Kalifornii przybyli Maud i Nathaniel Yuille’owie. Towarzyszył im pionier i tłumacz Antonio Andrade. Zabrali oni ze sobą 35 gramofonów oraz samochód z megafonem, który wykorzystywano do roku 1941. Na pierwsze zgromadzenie w São Paulo przybyło 110 osób. Podczas działalności kaznodziejskiej około 60 głosicieli w Brazylii używało literatury, kart świadectwa i nagrań gramofonowych w językach: angielskim, hiszpańskim, niemieckim, polskim, węgierskim, a od końca roku 1938 również w portugalskim. W każdą niedzielę odtwarzano z tego samochodu przemówienia biblijne w São Paulo i okolicy. W roku 1937 zgromadzenia odbyły się w São Paulo, Rio de Janeiro i Kurytybie. Chrzest organizowano w rzekach. Samochód z megafonem raz w miesiącu docierał do 3000 mieszkańców kolonii trędowatych, położonej około 100 km na północny zachód od São Paulo. Wkrótce powstał tam zbór.
W 1937 roku działało 127 głosicieli, w tym kilku pochodzenia polskiego głównie w stanie Rio Grande do Sul.
W roku 1940 władze aresztowały kilkunastu głosicieli i pionierów, których bezskutecznie zmuszano do wyrzeczenia się wiary. Do roku 1942 byli więzieni lub trzymano ich w aresztach domowych. We wrześniu 1942 roku w Hotelu Terminaus w São Paulo zorganizowano kongres pod hasłem „Nowy świat”, uczestniczyło w nim 721 osób, a 10 zostało ochrzczonych. W roku 1943 w Porto Alegre odbył się kongres pod hasłem „Wolny naród” z udziałem 50 osób, kongresy odbyły się również w  miastach São Paulo, Salvador, Manaus, Rio de Janeiro i w Kurytybie.

### Rozwój działalności
W roku 1945 przysłano pierwszych misjonarzy z pierwszej klasy Szkoły Gilead. 13 października 1945 roku tamtejsi głosiciele puścili w obieg petycję z prośbą o poparcie prawnej rejestracji Świadków Jehowy. W całym kraju około 400 głosicieli zebrało 44 411 podpisów. Wysłano ją do pałacu prezydenckiego, ale nie otrzymano żadnej odpowiedzi. W tym samym roku Nathan H. Knorr i Frederick W. Franz brali udział w programie kongresu w São Paulo.
W roku 1946 z udziałem 1700 osób, zorganizowano kongres pod hasłem „Weselące się narody” w Teatrze Miejskim w São Paulo, a program przedstawiono w języku portugalskim, angielskim, niemieckim, polskim, rosyjskim i węgierskim. Ogłoszono na nim wydawanie „Przebudźcie się!” w języku portugalskim. W kraju działało wówczas 442 głosicieli w 36 zborach, a rok później – 648.
23 czerwca 1947 roku Świadkowie Jehowy w Brazylii zostali zarejestrowani jako Sociedade Torre de Vigia de Bíblias e Tratados (Towarzystwo Biblijne i Traktatowe — Strażnica).
W roku 1948 zanotowano już liczbę 1000 miejscowych Świadków Jehowy. W roku 1949 z okazji wizyty Nathana Knorra i Miltona George’a Henschela zorganizowano serię zgromadzeń. 3 listopada 1949 roku prezydent pod naciskiem duchowieństwa podpisał dekret o zawieszeniu jednostki prawnej. Sądowy proces o jej odzyskanie trwał do 1957 roku. 
W roku 1952 w Biurze Oddziału zainstalowano nowe prasy drukarskie – ilość drukowanych publikacji wzrosła trzykrotnie. W roku 1956 do Brazylii przybyli kolejni misjonarze. 8 kwietnia 1957 roku prezydent ponownie zatwierdził rejestracje osobowości prawnej Towarzystwa Strażnicy w Brazylii. W 1957 roku Świadkowie Jehowy w Brazylii liczyli już 10 tysięcy głosicieli. Rok później w Salach Królestwa rozpoczęto organizowanie specjalnych kursów czytania i pisania. Z możliwości nabycia tych umiejętności skorzystało ponad 20 tysięcy osób, spośród których znaczna część nie była Świadkami Jehowy. W 1962 roku zorganizowano Kurs Służby Królestwa dla osób pełniących służę misjonarską w Brazylii, a w kraju działało 26 390 głosicieli.

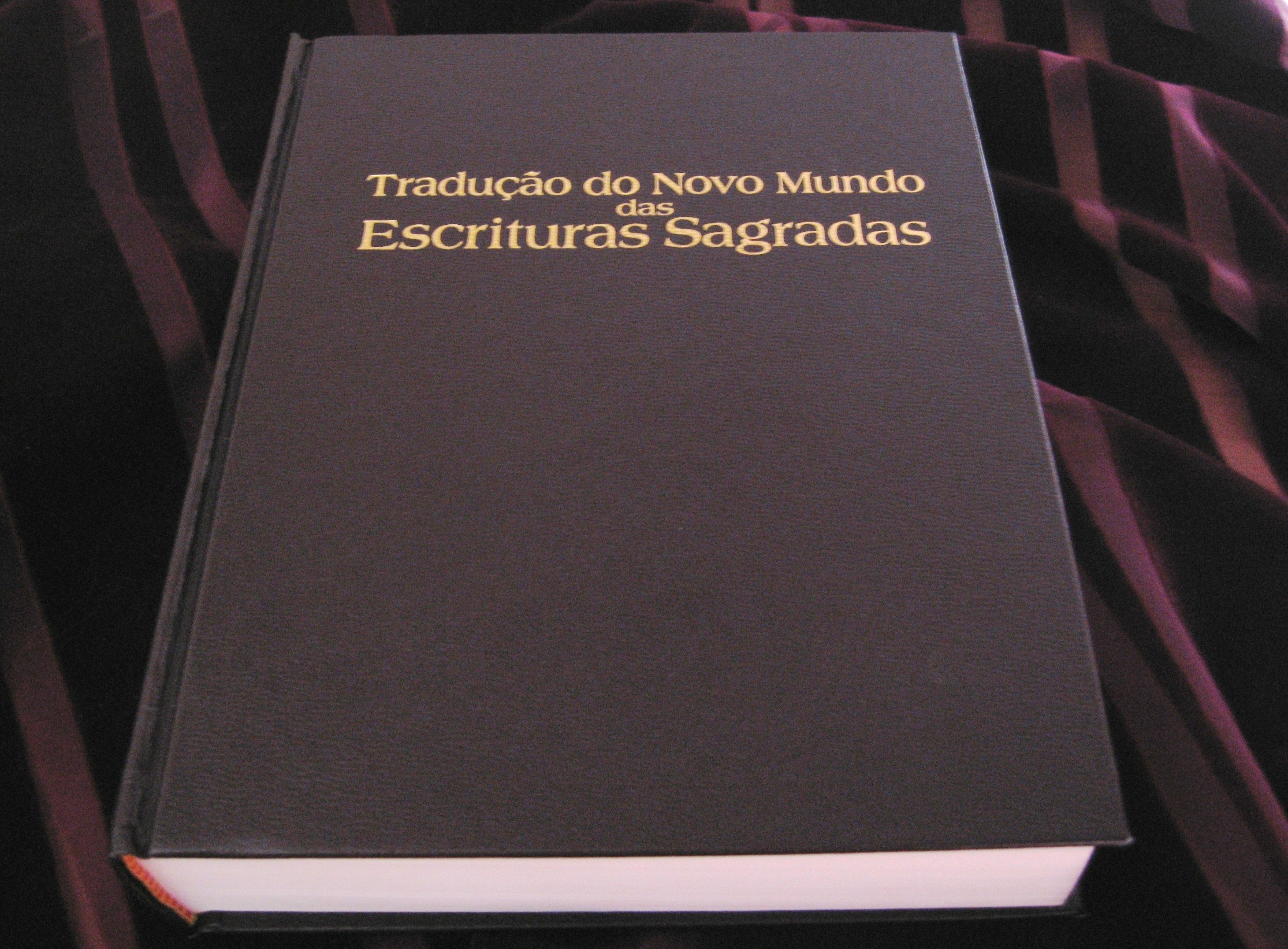
Pierwsze wydanie Pisma Świętego w Przekładzie Nowego Świata brazylijscy Świadkowie Jehowy otrzymali w 1963 roku (Nowy Testament), a w 1967 roku całą Biblię

W 1963 roku 57 delegatów z Brazylii uczestniczyło w kongresach międzynarodowych pod hasłem „Wiecznotrwała dobra nowina” w Stanach Zjednoczonych, na których ogłoszono wydanie przekładu Chrześcijańskich Pism Greckich w Przekładzie Nowego Świata (Nowy Testament) w języku portugalskim, a w cztery lata później wydano całą Biblię. W roku 1966 w Sāo Paulo odbył się kongres międzynarodowy pod hasłem „Synowie Boży – synami wolności” z udziałem 46 151 obecnych, a 1723 osoby zostały ochrzczone. W kraju działało 38 109 głosicieli. W 1968 roku liczba głosicieli wzrosła do ponad 50 tysięcy. 20 grudnia tego samego roku Biuro Oddziału przeniesiono z Rio de Janeiro do São Paulo. Na początku 1968 roku w 12 kongresach pod hasłem „Dzieło czynienia uczniów” uczestniczyło 86 007 osób, a 627 zostało ochrzczonych. W styczniu następnego roku w 11 kongresach pod hasłem „Dobra nowina dla wszystkich narodów” brało udział 95 780 osób, a 2370 zostało ochrzczonych. Na przełomie roku 1969 i 1970 zorganizowano serię kongresów pod hasłem „Pokój na ziemi”, liczba obecnych wyniosła 93 826 osób, a 3120 zostało ochrzczonych.
W serii 18 kongresów pod hasłem „Ludzie dobrej woli”, który odbył się w grudniu 1970 roku i styczniu 1971 wzięło udział 120 950 osób, a 3036 zostało ochrzczonych. W 1971 roku liczba głosicieli w tym kraju przekroczyła 70 tysięcy. Pod koniec roku 1971 w serii 18 kongresów pod hasłem „Imię Boże” uczestniczyło 138 343 osoby, a 3610 zostało ochrzczonych. W roku 1973 rozpoczęto drukowanie publikacji w nowo otwartej drukarni. W ostatnich dniach 1973 roku odbył się w São Paulo kongres międzynarodowy pod hasłem „Boskie zwycięstwo” z udziałem 94 586 osób – dodatkowy kongres odbył się w mieście Salvador w stanie Bahia, z udziałem 32 348 osób. W roku 1975 przekroczono liczbę 100 tysięcy głosicieli. Kongres pod hasłem „Zwycięska wiara” w São Paulo odbył się w dniach od 3 do 7 stycznia 1979 roku, brało w nim udział 81 938 osób. W Brazylii w kongresach uczestniczyło 193 749 osób, ogłoszono również wydanie Pisma Świętego w Przekładzie Nowego Świata języku portugalskim (Brazylia).
W drugiej połowie lat 70. XX wieku powstały w kraju pierwsze Sale Zgromadzeń – obecnie w całym kraju jest ich 25.
21 marca 1981 roku otwarto nowe budynki Biura Oddziału wraz z drukarnią w Cesário Lange, około 150 kilometrów od São Paulo. W roku 1982 powstał pierwszy zbór brazylijskiego języka migowego – w 2011 roku było 358 takich zborów i 460 grup, które tworzyły 18 obwodów. W 1983 roku zorganizowano pomoc humanitarną dla ofiar powodzi w południowej części kraju. W dniach od 23 do 25 sierpnia 1985 roku odbyły się jednocześnie dwa kongresy międzynarodowe pod hasłem „Lud zachowujący prawość”. Na stadionie Morumbi w São Paulo obecnych było 162 941 delegatów z 11 krajów, natomiast na stadionie Maracanã w Rio de Janeiro 86 410. Dwaj członkowie Ciała Kierowniczego – John E. Barr i Lyman Alexander Swingle wygłosili specjalne przemówienia. W następnych tygodniach w pozostałych rejonach kraju zorganizowano 23 dalsze kongresy, na które przybyło w sumie 144 000 osób, z czego 1192 ochrzczono. Ogólna liczba przybyłych na kongresy w Brazylii wyniosła 389 387 osób, a 4825 osób zostało ochrzczonych. W styczniu 1987 roku liczba głosicieli w Brazylii przekroczyła 200 tysięcy.
W sierpniu 1990 roku w São Paulo odbył się kolejny kongres międzynarodowy pod hasłem „Czysta mowa” z udziałem ponad 134 tysięcy delegatów z 14 krajów. W 1991 roku liczba głosicieli przekroczyła 300 tysięcy. W 1993 roku zorganizowano pomoc humanitarną dla poszkodowanych przez suszę na północnym wschodzie Brazylii. W kwietniu 1995 roku liczba głosicieli przekroczyła 400 tysięcy, a w 1999 – pół miliona. W 1997 roku zakończono rozbudowę Biura Oddziału. W roku 1998 w Rio de Janeiro i São Paulo odbył się kongres międzynarodowy pod hasłem „Boża droga życia”.

### Od roku 2000
W 2000 roku w Brazylii przeszło 70 tysięcy osób zobaczyło objazdową wystawę Fioletowe trójkąty, przedstawiającą prześladowanie Świadków Jehowy w okresie II wojny światowej. W 2003 roku przekroczono liczbę 600 tysięcy głosicieli, a w roku 2008 – 700 tysięcy. W roku 2008, 2009, w 2011, w 2013, 2019, 2020 i 2024 zorganizowano pomoc humanitarną dla poszkodowanych przez powódź i osuwiska ziemi. Pod koniec 2011 roku do kraju przybyli kolejni misjonarze Szkoły Gilead.
W 2012 roku w Rio de Janeiro odbył się kongres specjalny pod hasłem „Strzeż swego serca!”. W kongresie uczestniczyły zagraniczne  delegacje, m.in. z Boliwii, Portugalii, Paragwaju i Urugwaju.

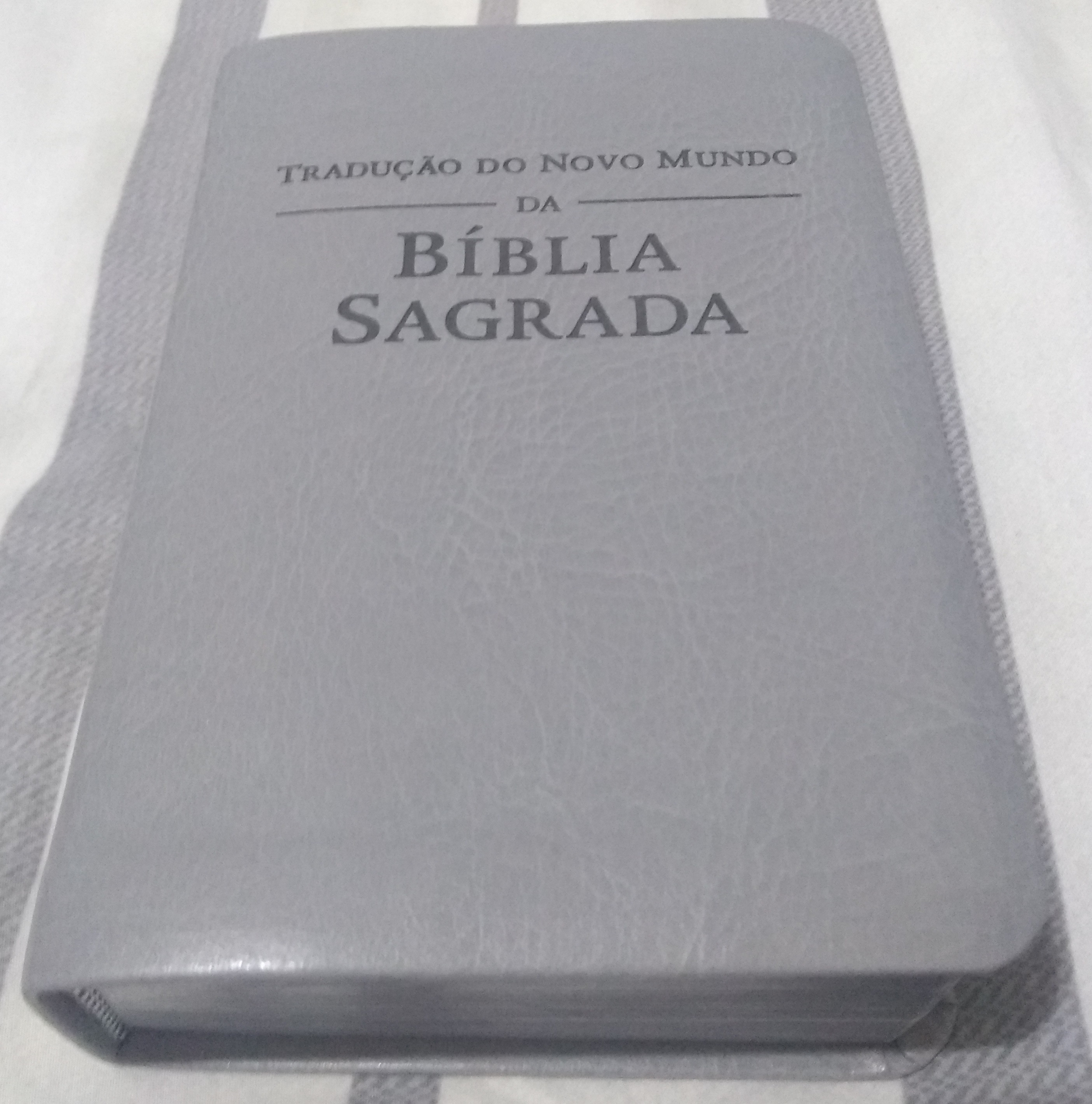
Pismo Święte w Przekładzie Nowego Świata wyd. zrewidowane w brazylijskiej odmianie j. portugalskiego opublikowano 2015 roku

22 marca 2015 roku, w czasie specjalnego spotkania z okazji wizyty członka Ciała Kierowniczego – Davida Splane, ogłoszono i udostępniono około 1,1 miliona egzemplarzy zrewidowanego Pisma Świętego w Przekładzie Nowego Świata w brazylijskiej odmianie języka portugalskiego. W roku 2015 przekroczono liczbę 800 tysięcy głosicieli.
W 2016 roku zorganizowano roczną kampanię ewangelizacyjną mającą na celu dotarcie do ludzi zamieszkujących najbardziej oddalone rejony Amazonii. W ciągu czterech miesięcy ponad 6500 głosicieli udało się do 53 miejscowości, by tam prowadzić działalność ewangelizacyjną. 865 głosicieli przeprowadziło się do Amazonii gdzie utworzono 7 nowych zborów. Przy okazji Letnich Igrzysk Olimpijskich oraz paraolimpijskich zorganizowanych w sierpniu i wrześniu 2016 roku w Rio de Janeiro przygotowano specjalną kampanię mającą na celu dotrzeć do sportowców, dziennikarzy i gości z wielu krajów świata. Wzięło w niej udział około 4000 głosicieli, którzy posługując się 268 stojakami z literaturą biblijną rozpowszechnili ponad 85 tysięcy publikacji biblijnych w kilkunastu językach. W dniach od 27 do 29 października 2017 roku w boliwijskim mieście Cochabamba odbył się kongres specjalny pod hasłem „Nie poddawaj się!” z udziałem delegacji z Brazylii, a we wrześniu 2018 roku odbył się kongres specjalny pod hasłem „Bądź odważny!” w Maputo w Mozambiku. W 2018 roku zorganizowano specjalną kampanię ewangelizacyjną, którą objęto około 2000 terenów odizolowanych, wzięło w niej udział przeszło 40 000 głosicieli.

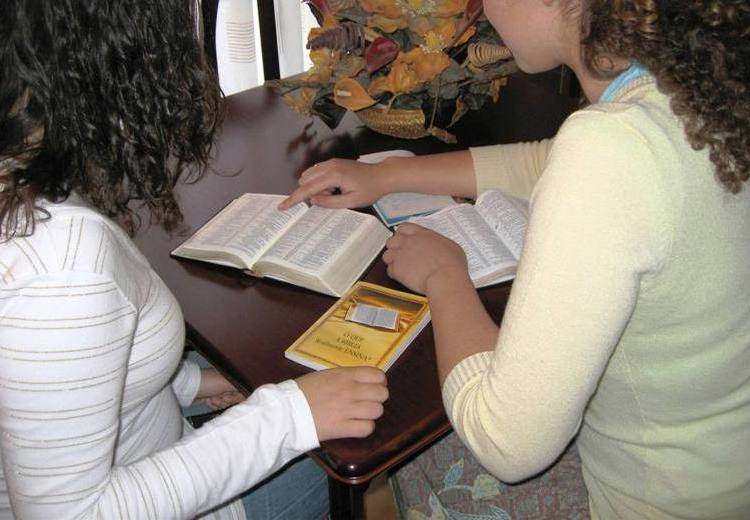
W 2023 roku w Brazylii prowadzono 543 098 bezpłatnych kursów biblijnych

W dniach od 12 do 14 lipca 2019 roku kongres międzynarodowy pod hasłem „Miłość nigdy nie zawodzi!” odbył się w São Paulo Expo w São Paulo. Uczestniczyły w nim 36 624 osoby, w tym 7000 delegatów z 67 krajów. Oprócz tego kongresu międzynarodowego zorganizowano kongresy regionalne w 153 brazylijskich miastach. Delegacje z Brazylii uczestniczyły w kongresie międzynarodowym w Danii, Holandii, Kanadzie, Korei Południowej, Meksyku, Niemczech, Portugalii i Stanach Zjednoczonych. Od września do grudnia 2019 roku zorganizowano specjalną kampanię ewangelizacyjną mającą na celu dotarcie do ludzi zamieszkujących odizolowane wiejskie rejony. W ciągu czterech miesięcy ponad 80 000 głosicieli udało się na ponad 1600 takich terenów, by prowadzić tam działalność ewangelizacyjną. 
Wiosną 2020 roku z powodu trudnej sytuacji finansowej związanej z pandemią COVID-19 zorganizowano pomoc humanitarną dla ponad 12 000 najbardziej potrzebującymi zborom, w tym współwyznawcom mieszkających w trudno dostępnym dorzeczu Amazonki. Dostarczono im podstawowe środki żywnościowe.
Od września do grudnia 2020 roku z powodu ograniczeń związanych z pandemią COVID-19 zorganizowano specjalną kampanię głoszenia listownego. Wzięli w niej udział głosiciele z 3000 zborów. Objęto nią trudno dostępne tereny kraju.
W jednym tylko miesiącu, w kwietniu 2021 roku, w Brazylii na COVID-19 zmarło ponad 400 Świadków Jehowy. W grudniu 2021 roku zorganizowano pomoc dla poszkodowanych przez powodzie w stanie Bahia, w lutym 2022 roku przez lawiny błotne, a w maju 2022 roku przez powodzie i osuwiska. W 2021 roku osiągnięto liczbę 913 479 głosicieli, a na uroczystości Wieczerzy Pańskiej zebrało się 2 184 856 osób.
W mieście Salvador działalność prowadzi przeszło 36 800 głosicieli w 351 zborach. W dzielnicy Pituba znajduje się kompleks 6 Sal Królestwa z którego korzysta 15 zborów. Ogółem na terenie miasta jest 20 takich kompleksów (w każdym z nich od 2 do 4 Sal Królestwa).
Od 1 do 4 września 2022 roku Świadkowie Jehowy brali udział w Międzynarodowych Targach Technik Rehabilitacji, Integracji i Udogodnień (Reatech) w São Paulo. Na stoisku prezentowano serwis internetowy jw.org, aplikacje JW Library i JW Library Sign Language.
18 września 2022 roku Hamilton Vieira z brazylijskiego Komitetu Oddziału ogłosił, wydanie całego Pisma Świętego w Przekładzie Nowego Świata w brazylijskim języku migowym. Program obejrzało 36 300 osób, był transmitowany na żywo z brazylijskiego Biura Oddziału. Jest to pierwsze wydanie całej Biblii w brazylijskim języku migowym i trzecie na świecie w języku migowym. W 2022 roku językiem tym posługiwało się około 9500 głosicieli, należących do 246 zborów, 337 grup i 63 grup pilotażowych.
3 grudnia 2023 roku w Cabreúva otwarto nowe Biblijne Centrum Szkoleniowe na potrzeby Kursów dla Ewangelizatorów Królestwa i Kursów dla Nadzorców Obwodów i Ich Żon.
Od 1 marca do 30 czerwca 2024 roku ponad 1000 głosicieli wzięło udział w kampanii głoszenia w 11 mniejszczościowych językach używanych w tym kraju. W 2024 roku delegacje z Brazylii brały udział w kongresach specjalnych pod hasłem „Głośmy dobrą nowinę!” w Dominikanie i Paragwaju.
25 września 2024 roku Federalny Sąd Najwyższy Brazylii potwierdził prawo do odmowy transfuzji krwi i do wyboru sposobu leczenia bez jej użycia. Postanowił, że Ministerstwo Zdrowia musi zapewnić dostęp do opieki medycznej bez użycia krwi pacjentom, którzy odmawiają transfuzji ze względu na przekonania osobiste lub religijne.
Kongresy regionalne odbywają się w językach: portugalskim, brazylijskim migowym, angielskim, arabskim, brazylijskim niemieckim, chińskim, dolnoniemieckim (zachodniopomorskim), francuskim, guarani, hiszpańskim, japońskim, koreańskim, kreolskim haitańskim, niemieckim, talian i włoskim, a w przeszło 30 językach zebrania zborowe. 
Brazylijskie Biuro Oddziału drukuje literaturę biblijną w przeszło 70 językach, a wysyła w przeszło 120 językach. Działa w nim również Regionalny Zespół Wideo. Nadzoruje również pracę Biur Tłumaczeń w miastach: Boa Vista (j. macushi), Bonfim (j. wapishana), Cesário Lange (j. portugalski (Brazylia), brazylijski j. migowy), Flores da Cunha (j. talian), Maués (j. satare-mare), Nova Petrópolis (j. Riograndenser Hunsrückisch), Nova Xavantina (j. xavante), Planalto (j. kaingang), Santa Maria de Jetibá (j. pomorski), Canguçu (j. pomorski), São Gabriel da Cachoeira (j. nheengatu), Tabatinga (j. ticuna).
Zorganizowano 31 mobilnych brygad budowlanych, które przy współpracy z lokalnymi zborami remontują i budują nowe Sale Królestwa. Średnio, rocznie przeprowadza się około 250-300 takich przedsięwzięć, a od marca 2000 do 2013 roku zakończono 3647 takich zadań. 4 maja 2014 roku w mieście Manaus, oddano do użytku 27 Salę Zgromadzeń wybudowaną w Brazylii. W 2017 roku w Brazylii było 29 Sal Zgromadzeń, 7983 Sale Królestwa oraz 4 ich kompleksy, składające się z co najmniej 6 Sal Królestwa. W brazylijskim Biurze Oddziału w 2022 roku rozpoczął się generalny remont 75 000 m² powierzchni budynków (wszystkie biur i 650 pokoi mieszkalnych). Modernizacja ma trwać 5 lat. W miejscowym Biurze Oddziału prezentowana jest wystawa pod tytułem „Takie jest dziedzictwo sług Jehowy” ukazująca historię Świadków Jehowy w Brazylii.
Świadkowie Jehowy w Brazylii prowadzą również kursy nauki czytania i pisania dla analfabetów.

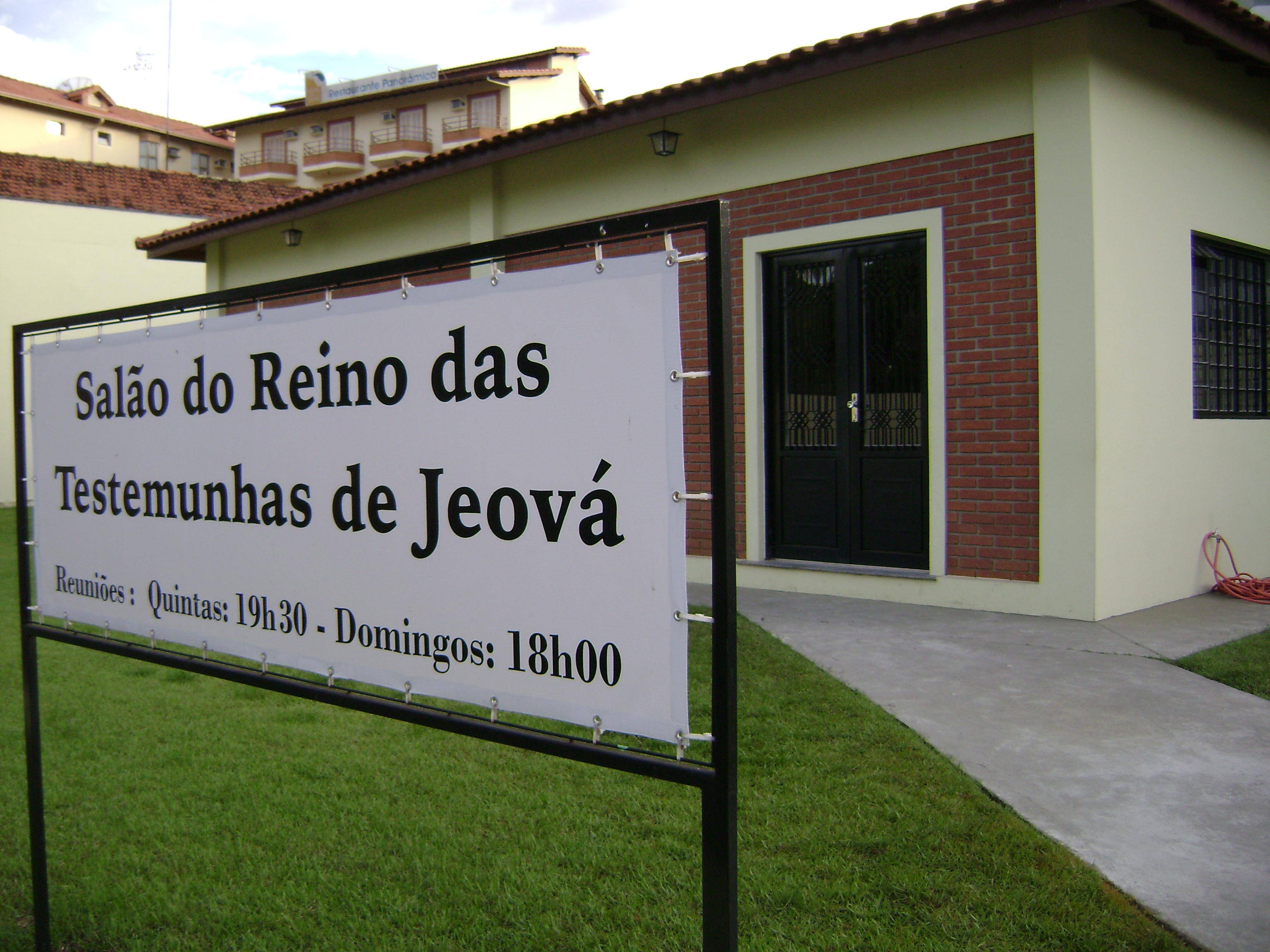
Sala Królestwa w Águas de São Pedro
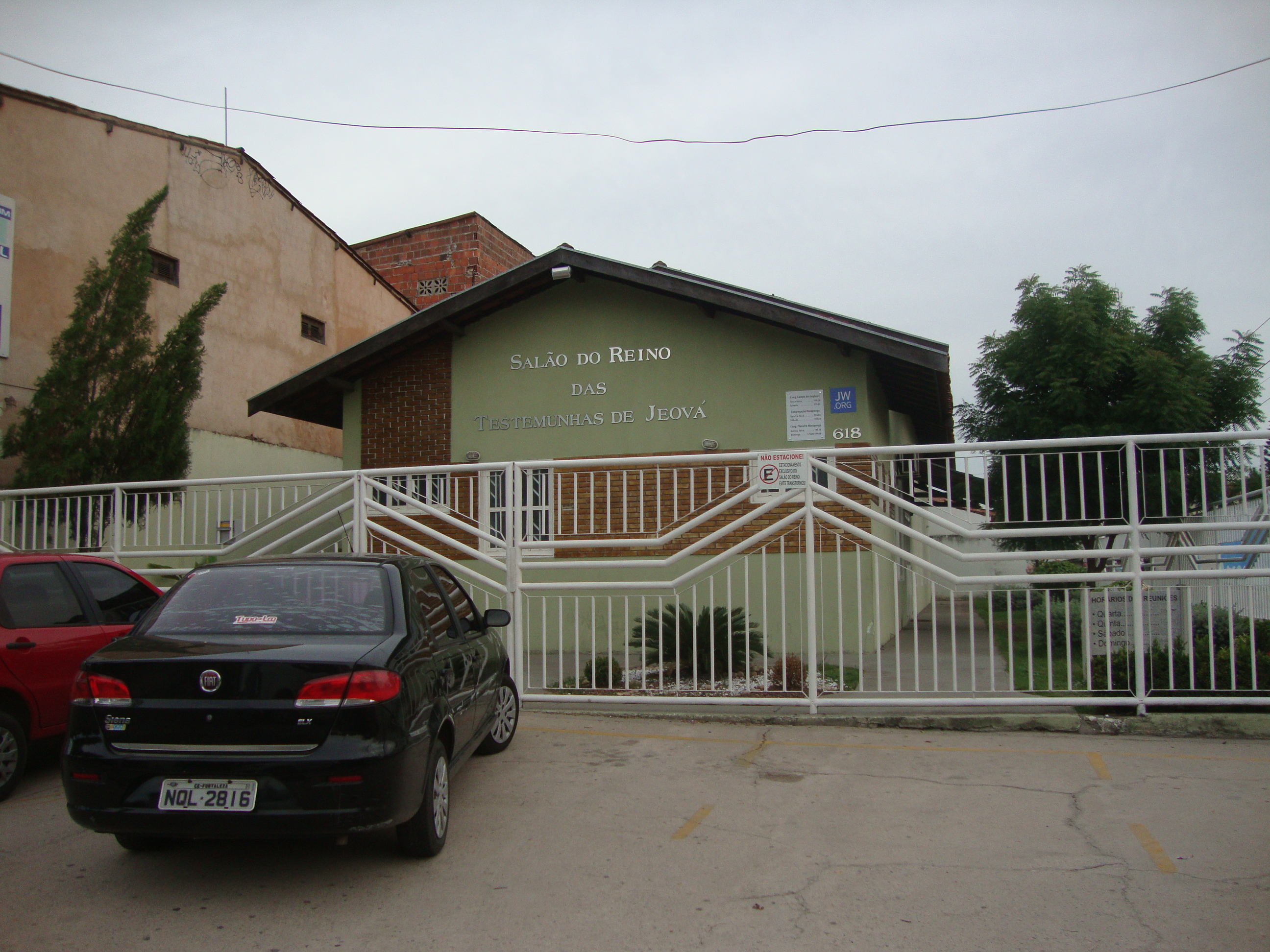
... w Fortaleza
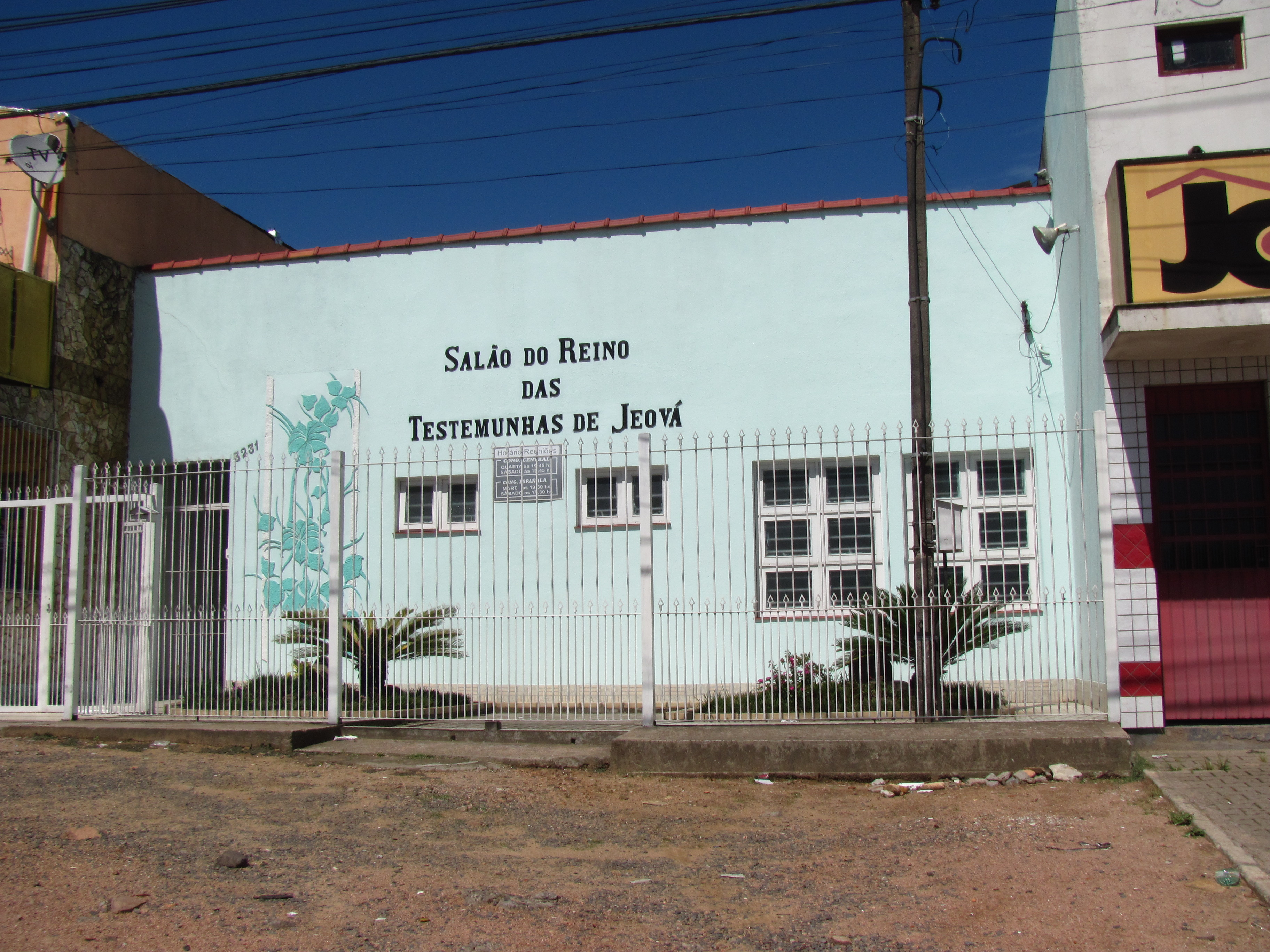
... w Viamópolis
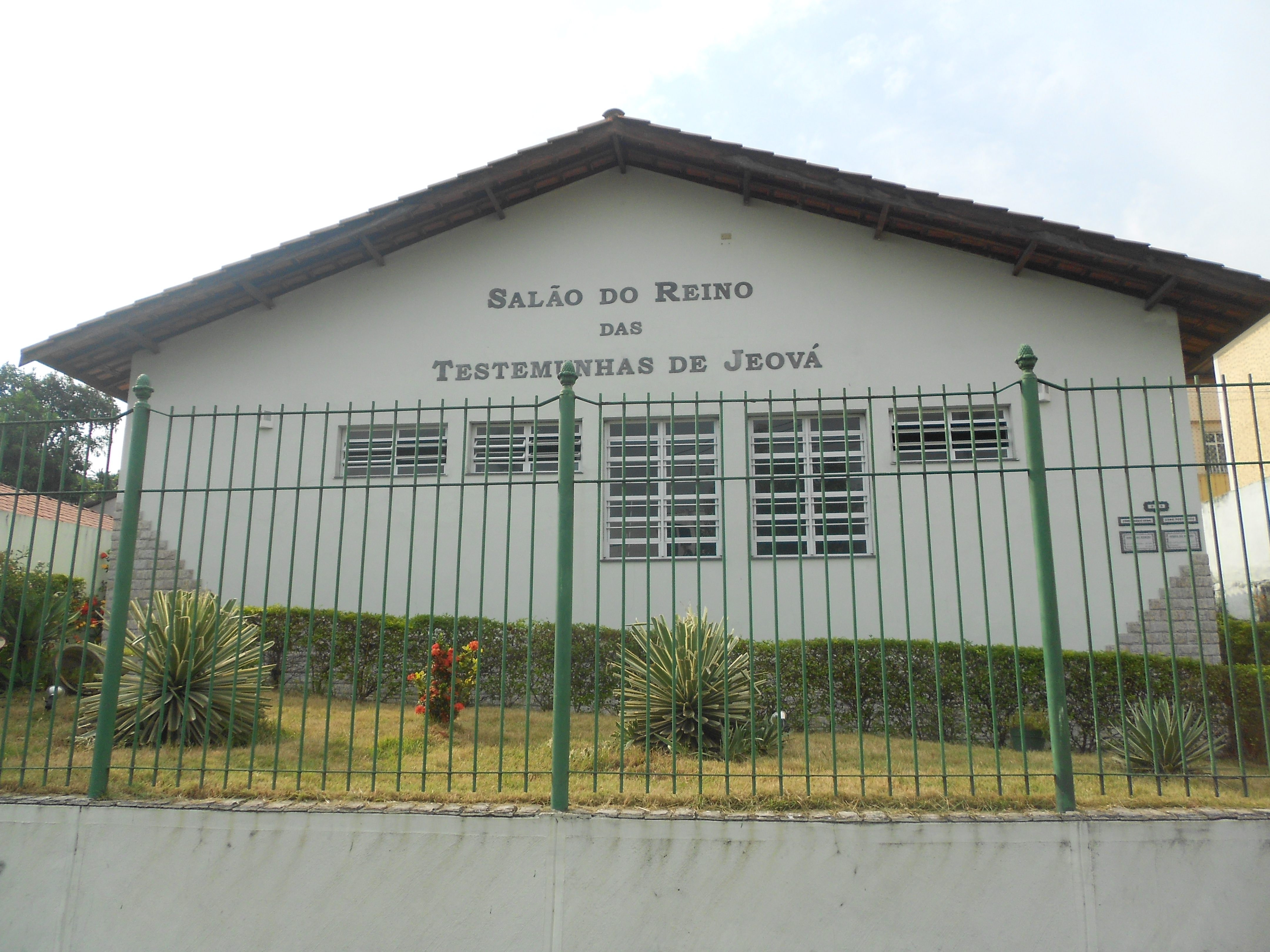
... w Vigário Geral.